# Fanatyzm religijny
Fanatyzm religijny – zjawisko określane przez ślepą wiarę i bezgraniczne zaufanie wyznawców w doktryny danej religii, przy czym towarzyszy im brak poczucia rzeczywistości. Taki fanatyzm często prowadzi do prześladowań heretyków przez skrajnych czcicieli. Fanatyka charakteryzuje zapał w działaniach, jednokierunkowe zdeterminowanie, a także brak powściągliwości i emocjonalnego opanowania.
Fanatyzm religijny jest źródłem konfliktów między grupami społecznymi, który związany jest z kształtowaniem tożsamości człowieka, jego kompetencjami międzykulturowymi oraz życiem we wspólnocie w społeczeństwie wielokulturowym. Jednym z ekstremalnych form tego zjawiska jest terroryzm islamski, który w XXI wieku odcisnął tragiczne piętno w kulturze Zachodu.

## W historii Polski

### Katolicyzm a judaizm
Kwestia religii i kultury żydowskiej jest w Polsce obecna niemal od początków państwowości. Na obsesyjną często świadomość Polaków zagrożenia ze strony Żydów składały się na przestrzeni wieków, oprócz religijnej, trzy inne sfery: obyczajowo-kulturowa, ekonomiczna oraz polityczna. W XI wieku fanatyzm religijny, który towarzyszył wyprawom krzyżowym spowodował, że Żydzi rozpoczęli aktywne osiedlanie się na ziemiach polskich. O tym zjawisku pisał Joachim Lelewel słowami: „co żyło, ukryć się zdołało, uchodziło odetchnąć na ziemiach słowiańskich, siedlić się w Polsce”; za panowania Władysława Hermana (1079–1102) dochodziło do „gromadnych wędrówek prześladowanych Żydów w granice Lechii”. Jednak zamieszki oraz akty gwałtu na tle wyznaniowym między katolikami a żydami miały miejsce jeszcze w średniowieczu, choć były to zdarzenia sporadyczne i miały charakter niesystemowy.
Wyraźne załamanie relacji tych dwu grup nastąpiło w połowie XVII w., gdy podczas wojny trzydziestoletniej doszło do prześladowań, a podczas pożogi na Kresach Wschodnich miały miejsce pogromy ludności żydowskiej, polskiej (szlachty) oraz ormiańskiej (podupadł wtedy też handel będący podstawą żydowskiej aktywności). Wzniecony w 1648 roku na Zaporożu przez dowódcę wojska kozackiego Bohdana Chmielnickiego konflikt, którego stroną była Rzeczpospolita, miał między innymi wymiar religijny, ponieważ większość magnatów była katolikami, z kolei Kozacy byli wyznawcami prawosławia. Sprzymierzeni z Tatarami Kozacy pozyskali liczną prawosławną ludność Ukrainy. Na obszarach objętych działaniami wojennymi (Wołyń, Podole, Ruś Czerwona) dochodziło do masowych morderstw dokonanych na polskiej szlachcie, ludności żydowskiej, a także ormiańskiej. Wobec duchowieństwa katolickiego oraz Żydów Kozacy wykazywali się szczególnym okrucieństwem. Te brutalne akty nienawiści były spowodowane tym, że duchowni reprezentowali znienawidzoną przez agresora instytucję Kościoła, który dopuszczał się prześladowań wobec wyznawców prawosławia, z kolei Żydów, jako poborców ceł, myt i innych podatków i dzierżawców, utożsamiali z panami i szlachtą koronną. O okrucieństwach dokonywanych wobec Żydów w swojej kronice napisał Natan ben Mosze Hannower. Na Zadnieprzu, w obliczu śmierci, setki Żydów zostało zmuszonych do zmiany religii przechodząc na prawosławie (później specjalnym edyktem król Jan II Kazimierz Waza zezwolił im wrócić do swojej religii). Kozacy cięli rodały Tory w kawałki i przerabiali je na worki lub buty. Zawarta w 1649 roku w Zborowie ugoda między Chmielnickim a Rzecząpospolitą, która nie była długotrwała, zakazywała Żydom pobytu na Kijowszczyźnie i Bracławszczyźnie, tym samym uniemożliwiono wyznawcom judaizmu utworzenie (lub kontynuowanie działalności) jakiejkolwiek gminy żydowskiej (wtedy były już zrujnowane i nie mogły płacić podatków).
Od 1772 roku Żydzi będący w zaborze rosyjskim objęci zostali nakazami (osiedlanie się tylko w miastach, trudnienie się wyłącznie handlem, rzemiosłem i rękodziełem), a także obciążono ich bardzo wysokimi podatkami. Cały ten czas Polaków i Żydów dzieliły odrębności religijne oraz obyczajowe, ale później podział między nimi zaczął być kreowany głównie przez postępującą polaryzację ich interesów ekonomicznych.
Pod koniec XIX wieku, kiedy na tle walk ekonomicznych kupcy katoliccy toczyli z żydowskimi batalie o stragany i sklepiki, dochodziło nieraz do wzajemnego wyszydzania z religijnych i obyczajowych osobliwości, co przybierało kształt zbrzydzenia (np. motyw mordu rytualnego). Tłem dla nagłaśnianego w europejskiej prasie rzekomego problemu antysemityzmu w Polsce nadal były odmienności religijne i obyczajowe, ale też konkurencja ekonomiczna i rosnąca bariera językowa.
W 1903 roku Józef Piłsudski w artykule „Kwestia żydowska na Litwie” stwierdzał, że poprzez antysemickie nastroje ludności chrześcijańskiej „cynicznie podsycane przez Rosjan” popularna wśród społeczności żydowskich stała się partia Bund. Oderwanie od Królestwa Chełmszczyzny, uznawane za narodową klęskę, które nastąpiło w 1912 roku podsyciło nieprzychylne wobec Żydów nastroje wśród katolickich Polaków, ponieważ, jak pisał tygodnik „Świat”, obaj chełmscy rabini „składali dziękczynne hołdy”. Dokonanie przez przełożonych gminy żydowskiej lojalistycznego gestu wobec władz Carskiej Rosji wzburzyło polską opinię, szczególnie, że w poprzedzających latach religijni przywódcy żydowscy starali się raczej nie angażować w politykę.
Janusz Tazbir, polski historyk i badacz dziejów kultury polskiej, w książce Pożegnanie z XX wiekiem (1999) napisał: „Oto minęła bezpowrotnie epoka wielkich rzezi, wzajemnych nienawiści, podsycanych przez fanatyzm religijny, prześladowań ludzi z uwagi na ich przekonania, etniczne czy rasowe pochodzenie”.
W XXI wieku antysemityzm, także religijny, w III RP nadal jest zauważalny w mediach masowych. Poglądy takie są obecne nie tylko w kręgach politycznych, ale też wśród części duchownych, przedstawicieli i władz Kościoła katolickiego, których postawa stoi w sprzeczności nauczaniom papieża Jana Pawła II, który tłumaczył, że antysemityzm to grzech ciężki. Wśród budujących społeczny antagonizm między Polakami-katolikami a wyznającymi judaizm Żydami są związani ze społeczno-katolickim Radiem Maryja i Telewizją Trwam duchowny Tadeusz Rydzyk, historyk i polityk Ryszard Bender oraz dziennikarz Stanisław Michalkiewicz. Do negatywnych nastrojów w kwestii religii i na tle narodowościowym powodujących polaryzację społeczeństwa polskiego doprowadzają też członkowie Młodzieży Wszechpolskiej. Kampanie nienawiści, gdzie osią jest wyznawana religia, mają też miejsce w kościołach katolickich, czemu często biskupi oficjalnie się nie sprzeciwiają, wręcz otwarcie wspierają m.in. poglądy historyka i publicysty Jerzego Roberta Nowaka.

### Katolicyzm i prawosławie
W XVI wieku, mimo religijnej tolerancji istniały też nieporozumienia pomiędzy wyznawcami dwóch odłamów Kościoła chrześcijańskiego: katolikami a prawosławnymi. Zdarzało się wówczas, że fanatyzm religijny brał górę i zakłócał dotychczasowe spokojne współżycie tych dwu grup religijnych. Jednak czasem ten fanatyzm oznaczał wyłącznie prywatę miejscowej społeczności i ich interesy. Kwestie religijne stawały się kością niezgody między mieszkańcami, gdy na przykład brakowało porozumienia w sprawie przyznania czy podziału posagu. Zdarzało się też, iż przyczyną konfliktów między sąsiadami z religią w tle były ich zaszłości lub brak porozumienia w sprawach spadków.
Z reguły jednak na ziemi polskiej okres, który zakończyła unia brzeska, czyli połączenia Cerkwi prawosławnej z Kościołem łacińskim dokonanego w Brześciu Litewskim (Rzeczpospolita Obojga Narodów) w 1596 roku, charakteryzował się względną tolerancją religijną, która była praktykowana przez polską szlachtę. Brakowało jednak równouprawnienia tych dwu wyznań, mimo że kolejni polscy królowie dążyli do umożliwienia swobodniejszego rozwoju ruskiej Cerkwi. Po podpisaniu w 1596 roku aktu brzeskiego oraz wydaniu przez króla uniwersału zatwierdzającego wspomnianą unię sytuacja Kościoła prawosławnego uległa znacznemu pogorszeniu i skomplikowaniu. To spowodowało, że w historii Polski nastał nowy okres dla Kościoła prawosławnego, pozycja jego wyznawców uległa zmianie.

### Hegemonia Kościoła katolickiego
Na przełomie XVI i XVII wieku ówczesny król Polski Zygmunt III Waza, w obecności parlamentarzystów, powiedział w Sejmie: „Niech raczej ginie Rzeczpospolita, niżeliby miała wiara święta i boska chwała uszczerbek jaki cierpieć”. Tym samym władca wyraźnie pokazał, jak powinna być ukierunkowana polska polityka, a wiara katolicka oraz boska chwała miały polegać na ślepym posłuszeństwie wobec władz Stolicy Apostolskiej. Wiele innych osób, które piastowały wówczas wysokie urzędy i stanowiska powtarzało te słowa. Zdaniem tych samych ludzi podporządkowanie wierze i woli Boga oznaczało, że wyznawcy obrządków Kościoła chrześcijańskiego innych niż katolicki powinni, z uwagi na wyznawanie odmiennych wartości i doktryn, podlegać prześladowaniom. Zdaniem Alcyaty im ten fanatyzm wśród ludzi był silniejszy i bardziej szczery, tym skutki dla narodu i państwa polskiego były bardziej destabilizujące i zgubne. Rządzący krajem decydenci, a także ci, którzy wpływali na myślenie ludu i jego sumienie, mieli możliwości oraz dostęp do wielu środków umożliwiających propagowanie i wdrażanie w życie głoszonych przez nich maksym.
W 1864 roku Jan Alcyato napisał w jednej ze swoich publikacji, że fanatyzm religijny, obecny w XIX wieku na obszarze ziem polskich, „z wielorakich względów wpływał na upadek Polski, niczem zaś bardziej, jak stłumieniem oświaty”. Dodał, że na nieszczęście narodu polskiego wpływał nie tyle fanatyzm wolności społeczeństwa i kraju, ale przede wszystkim fanatyzm religijny, który osłabiał narodowowyzwoleńcze uczucia Polaków. W opinii Alcyaty charakterystycznym dla fanatyzmu religijnego w XIX wieku była „bezpieczna niewola” kosztem „niebezpiecznej wolności”.